# Эрин Хантер
Э́рин Ха́нтер (англ. Erin Hunter) — общий псевдоним четырёх британских писательниц, авторов серий книг «Коты-Воители», «Странники», «Хроники Стаи» и «Земля Отважных». Изначально под данным творческим псевдонимом скрывалось лишь два человека — Кейт Кери и Черит Болдри. Назваться общим именем им пришлось для того, чтобы читатели не путали книги их общей серии — женщины писали части «Котов-Воителей» чередуясь. Впоследствии к ним присоединилось ещё две писательницы — Виктория Холмс и Тай Сазерленд. Также манги по сериям книг пишет Дэн Джолли.

## История
В 2003 году HarperCollins попросило Викторию Холмс написать фанстастическую серию книг о диких кошках. После написания одной из сюжетных линий, Кейт Кэри была приглашена для написания книги, а Холмс пригласили как редактора.
Псевдоним «Эрин Хантер» был выбран по нескольким причинам. Во-первых, если бы авторы использовали все свои имена, книги были бы размещены в разных местах библиотеки, и их было бы трудно найти. Во-вторых, они пытались выбрать фамилию, которая поместила бы книги близко к серии Redwall Брайана Жака, которая в то время была книжной серией с сюжетом, наиболее близким к «Котам-Воителям». Один из авторов предложил псевдоним «Хантер», а другие сочли его «идеальным», потому что он не только приближает серию книг к Жаку, но и вызывает образ кошки. Виктория Холмс предложила имя «Эрин», потому что ей оно очень понравилось.

## Авторы и книги

### Кейт Кэри
Кейт Кэри (родилась 4 ноября 1967) — английская писательница, одна из соавторов серии книг «Коты-Воители». Родилась в Англии, долгое время жила в Шотландии. Кейт — автор книг «Стань диким!», «Огонь и лёд», «Бушующая стихия», «Рассвет», «Знак трёх», «Тёмная река», «Затмение», «Долгое эхо», «Голоса в ночи», «Главная надежда», «Первая битва», «Лес секретов», «Звёздная тропа»,  «Самая Тёмная Ночь», «Пророчество Синей Звезды», «Обещание Метеора», «Месть Звёздного Луча» и «Сны и Виденья Бабочки» из серии «Коты-Воители» и «River Of Lost Bears» из серии «Странники».

### Черит Болдри
Черит Болдри (родилась 21 января 1947) — английская писательница-фантаст, одна из соавторов серии книг «Коты-Воители». Родилась в Ланкастере, графство Ланкашир, Англия. Училась в Манчестерском университете, а затем в Оксфорде, в колледже Святой Анны. Работала лектором и учителем.
Автор книг «Лес секретов», «Опасная тропа», «Битва за лес», «Полночь», «Восход луны», «Звёздный свет», «Сумерки», «Закат», «Отверженные», «Длинные тени», «Восход солнца», «Четвёртый оруженосец», «Знамение Луны», «Огненная Река», «Забытый воин», «Испытание оруженосца», «Солнечный путь», «Расколотое небо», «Юность Грома», «Сверкающая звезда», «Потерянные звёзды», «Миссия Огнезвёзда», «Судьба Небесного племени», «Тайна Щербатой» и «Гроза Ежевичной Звезды» из серии «Коты-Воители», а также книг «Медвежье озеро», «Последняя глушь», «Spirits in the Stars», «Island Of Shadows», «The Melting Sea» и «Forest Of Wolves» из серии «Странники».

### Тай Сазерленд
Тай Сазерленд (родилась 31 июля 1978) — американская детская писательница, работавшая под псевдонимом Хизер Вилльямс, живёт в Бостоне. В настоящее время работает вместе с Викторией Холмс, Кейт Кэри и Черит Болдри над их новой общей серией в жанре «звериного фэнтези» «Странники» о приключениях медведей.
Тай  автор книги-путеводителя «Секреты племён» и «Тихая оттепель» из серии «Коты-Воители» и книг «Первые испытания», «Дымная гора» и «Fire in the Sky» из серии «Странники».

### Виктория Холмс
Виктория Холмс (родилась 17 июля 1975) — редактор серии «Коты-Воители». Она не только перерабатывает и готовит к изданию новые тексты серии, но и считается её полноправным автором, так как разрабатывает и согласовывает общую сюжетную линию всех книг серии и каждой из них по отдельности, в соответствии с которыми Кейт Кэри и Черит Болдри их пишут. Кроме этого, именно Виктория отвечает за целостность событий и связанность сюжетных линий отдельных персонажей. Виктория Холмс лично проводит большинство промоакций и встреч с читателями, отвечает на их вопросы. Виктория написала книги-путеводители «Герои племён», «Закон племён», «Битвы племён» и «Память племён» и электронные новеллы «История Остролистой», «Знамение Невидимой Звёзды», «Путешествие Тучезвёзда», «Ярость Когтя», «Желание Листвички», «Молчание Голубки», «Возмездие Кленовницы» «Проклятие Гусохвоста» и «Прощание Горелого» из серии «Коты-Воители».

## Книжное развитие
У авторов есть определенные роли. Сначала Холмс (редактор) отправляет предварительный сценарий и план Кейт Кэри, Черит Болдри или Тай Сазерленд, в зависимости от того, кто пишет книгу. Затем автор развивает идеи Холмс в единую книгу, которая отправляется обратно Холмс для проверки и редактирования. После проверки начинается процесс подготовки к опубликованию.
Для серии «Хроники Стаи» используется другой подход. Вся команда создает подробный план истории и вместе развивает персонажей, а затем фактическое написание выполняется одним автором, который может изменить что-то существенное в сюжете или персонажах.

## Стиль письма
Книги пишутся четырьмя авторами, Виктория Холмс отвечает за редактирование и звучание книг. Все книги рассказываются от третьего лица, хотя точка зрения меняется с каждой серией книг.